# کلیفرد (داکوتای شمالی)
کلیفرد(به انگلیسی: Clifford) شهری در ایالت داکوتای شمالی کشور ایالات متحده آمریکا است که جمعیت آن در سرشماری سال ۲۰۱۰ میلادی، ۴۴ نفر بوده‌است.